# Cessna Modelo A
El Cessna Modelo A fue una serie de aeronaves monomotor de cuatro asientos para pasajeros fabricada por Cessna Aircraft Company. Fue el primero en una larga línea de monoplanos de una sola ala alta.  

## Diseño y desarrollo

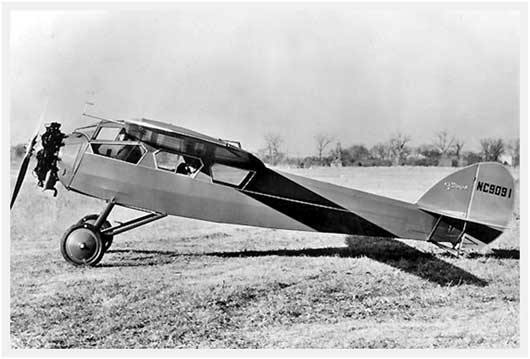
Cessna modelo A

Fue el primer modelo de Cessna construido, un cuatro plazas con una construcción mixta de madera y tubos de acero con revestimiento de tela. El avión fue construido en una serie de variantes equipadas con diferentes motores. El primer prototipo (Modelo AC) voló por primera vez en 1927 y el primer avión de producción apareció en el año siguiente.
- Datos: Q48796155